# جايلز ديكون
جايلز ديكون (بالإنجليزية: Giles Deacon)‏ هو مصمم أزياء بريطاني، ولد في 1969 في دارلينغتون في المملكة المتحدة.